# Juan de Lalande
San Juan de Lalande (Dieppe, Normandía, Francia, 1615; Aurisville, Estado de Nueva York, Estados Unidos, 19 de octubre de 1646) es un santo y mártir donado jesuita.

## Biografía
Viaja a Nueva Francia (Canadá) y se ofrece en Quebec al Superior de los jesuitas como donado. Es aceptado y hace voto para trabajar en las misiones, de obediencia y de castidad.
Se ofrece como acompañante de San Isaac Jogues para la nueva Misión en territorio de la nación mohawk de los iroqueses. En mayo de 1646, el mismo Isaac Jogues estableció un tratado de paz con ellos. En compañía del jefe hurón Otriboure se encaminan a Ossernenon (hoy día Auriesville, Estado de Nueva York). Encuentran que la paz se ha roto porque la presencia anterior de Jogues introdujo una epidemia de gripe que diezmó la población, en represalia Jogues es condenado a muerte y Lalande es protegido por el clan de los lobos. Jogues fue asesinado con un tomahawk el 18 de octubre de 1646. Lalande pretende recoger sus restos, pero también es ultimado a golpes de tomahawk en la cabeza y en la espalda por los mohawk el 19 de octubre de 1646.
Fue canonizado el 26 de junio de 1930,con otros siete mártires jesuitas.

## Compañeros Mártires
Juan de Brébeuf
Isaac Jogues

Natalio Chabanel

Gabriel Lalemant

Antonio Daniel

Renato Goupil

Carlos Garnier

Juan de Lalande